# Université de Gérone
L'université de Gérone (en catalan Universitat de Girona, UdG) est une université publique fondée en 1991 et située à Gérone, en Catalogne (Espagne).